# Royal Rumble (2013)
Royal Rumble (2004) — 26-е в истории рестлинг-шоу Royal Rumble, организованное World Wrestling Entertainment (WWE). Оно состоялось 27 января 2013 года в «ЮС Эйрвейс-центре» Финикс, Аризона.

## Превью
23 июля 2012 года Скала анонсировал, что будет биться на 26-й Королевской битве за титул чемпиона WWE. Позже, этим вечером, у СМ Панка, Джона Сины и Дэниела Брайана появились причины встретиться со Скалой в поединке. Ещё позже, СМ Панк атаковал Скалу после того, как защитил титул чемпиона WWE против Джона Сины. На первом RAW 2013 года СМ Панк защитил титул от Райбека в поединке со столами, лестницами и стульями после атаки «Щита» на Райбэка, что означает, что Панк будет биться против Скалы.
На новогоднем шоу RAW Джон Сина заявил, что будет биться в Королевской битве и после победы выберет Чемпиона WWE в качестве оппонента на WrestleMania. 4 января на SmackDown Рэнди Ортон и Шеймус объявили о своем участии в Королевской битве и то, что в случае победы выберут в качестве оппонента Чемпиона Мира. 7 января о своем участии в Королевской битве объявили группировка 3МВ (Хит Слейтер, Джиндер Махал и Дрю Макинтайр) и Дольф Зигглер. Чемпион Соединенных Штатов Антонио Сезаро анонсировал своё участие в Королевской битве на записях SmackDown 8 января. Об участии итерконтинентального чемпиона Уэйда Барретта стало известно на юбилейном RAW.
Чемпион мира в тяжёлом весе Биг Шоу начал фьюд с Альберто Дель Рио после того, как нокаутировал его ринг-анонсера Рикардо Родригеса, и вывел из строя, что стало причиной того, что Рикардо не смог принять участия в титульном поединке. На SmackDown 11 января Альберто Дель Рио победил Биг Шоу в поединке до последнего на ногах и стал новым Чемпионом. На юбилейном RAW Биг Шоу объявил, что воспользуется правом на реванш на PPV Королевская битва.

## Результаты
| Pre-Show                          | Антонио Сезаро (с) победил Миза                                                                              | Одиночный поединок за титул чемпиона Соединенных Штатов                         | 07:37 |
| 1                                 | Альберто Дель Рио (с Рикардо Родригесом) (c) победил Биг Шоу                                                 | Одиночный поединок до последнего на ногах за титул чемпиона мира в тяжёлом весе | 16:58 |
| 2                                 | Команда «Hell No» (Кейн и Дэниел Брайан) (с) победили команду «Rhodes Scholars» (Коди Роудс и Дэмиен Сэндоу) | Командный поединок за титулы командных чемпионов WWE                            | 09:24 |
| 3                                 | Джон Сина выиграл выкинув последним Райбэка                                                                  | Королевская битва                                                               | 55:18 |
| 4                                 | Скала победил СМ Панка (с) (с Полом Хейманом)                                                                | Одиночный поединок за титул чемпиона WWE                                        | 23:46 |
| (c) — чемпион на момент поединка. | |                                                                                 |       |

1. ↑  Первоначально поединок закончился в пользу чемпиона WWE СМ Панка, но на исход матча предположительно повлияли группировка «Щит». Поэтому Винс Макмэхон начал матч заново

### Матч «Королевская битва»
Жёлтым ██ показаны приглашенные звезды и победитель NXT турнира, зелёным ██ показан победитель.
| №  | Рестлер         | № вылета | Рестлер, который выбил                                    | Время |
| -- | --------------- | -------- | --------------------------------------------------------- | ----- |
| 1  | Дольф Зигглер   | 27       | Шеймус                                                    | 49:47 |
| 2  | Крис Джерико    | 25       | Дольф Зигглер                                             | 47:53 |
| 3  | Коди Роудс      | 12       | Джон Сина                                                 | 27:39 |
| 4  | Кофи Кингстон   | 9        | Коди Роудс                                                | 21:18 |
| 5  | Сантино Марелла | 1        | Коди Роудс                                                | 0:55  |
| 6  | Дрю Макинтайр   | 2        | Крис Джерико                                              | 2:40  |
| 7  | Тайтус О’Нил    | 3        | Шеймус                                                    | 7:30  |
| 8  | Голдаст         | 5        | Коди Роудс                                                | 9:41  |
| 9  | Дэвид Отанга    | 4        | Шеймус                                                    | 4:24  |
| 10 | Хит Слейтер     | 11       | Джон Сина                                                 | 15:49 |
| 11 | Шеймус          | 28       | Райбек                                                    | 37:23 |
| 12 | Тенсай          | 7        | Кофи Кингстон                                             | 5:37  |
| 13 | Бродус Клэй     | 6        | Крис Джерико, Хит Слейтер, Коди Роудс, Шеймус, Даррен Янг | 3:47  |
| 14 | Рей Мистерио    | 13       | Уэйд Барретт                                              | 10:43 |
| 15 | Даррен Янг      | 8        | Кофи Кингстон                                             | 2:51  |
| 16 | Бо Даллас       | 21       | Уэйд Барретт                                              | 21:42 |
| 17 | Крёстный отец   | 10       | Дольф Зигглер                                             | 00:05 |
| 18 | Уэйд Барретт    | 20       | Бо Даллас                                                 | 17:34 |
| 19 | Джон Сина       | —        | —                                                         | 26:39 |
| 20 | Дэмиэн Сэндоу   | 22       | Райбек                                                    | 16:26 |
| 21 | Дэниел Брайан   | 16       | Антонио Сезаро и Кейн                                     | 6:55  |
| 22 | Антонио Сезаро  | 18       | Джон Сина                                                 | 7:50  |
| 23 | Великий Кали    | 14       | Дэниел Брайан и Кейн                                      | 3:08  |
| 24 | Кейн            | 15       | Дэниел Брайан                                             | 1:46  |
| 25 | Зак Райдер      | 17       | Рэнди Ортон                                               | 2:34  |
| 26 | Рэнди Ортон     | 26       | Райбек                                                    | 10:20 |
| 27 | Джиндер Махал   | 19       | Шеймус                                                    | 2:10  |
| 28 | Миз             | 24       | Райбек                                                    | 5:08  |
| 29 | Син Кара        | 23       | Райбек                                                    | 3:27  |
| 30 | Райбек          | 29       | Джон Сина                                                 | 9:06  |